# Renato Guttuso
Renato Guttuso (26. prosince 1911, Bagheria, Sicílie – 18. ledna 1987, Řím) byl přední představitel italského výtvarného umění, figuralista a programový realista. Je autorem obrazů a kreseb tlumočících bezprostřední smyslovou zkušenost (Ukřižování, Bitva na mostě Ammiraglio, Pohřeb Togliattiho atd.).

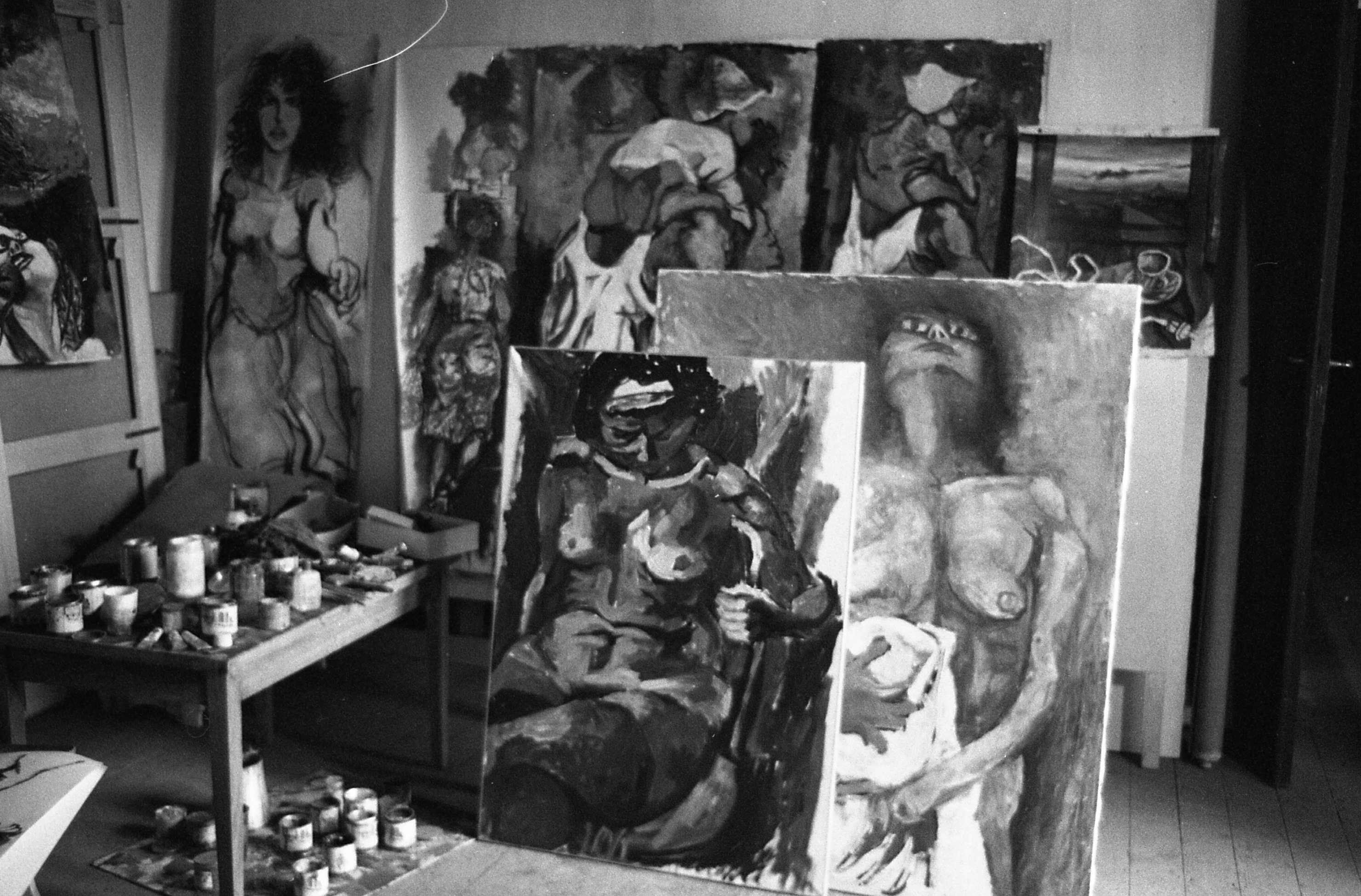
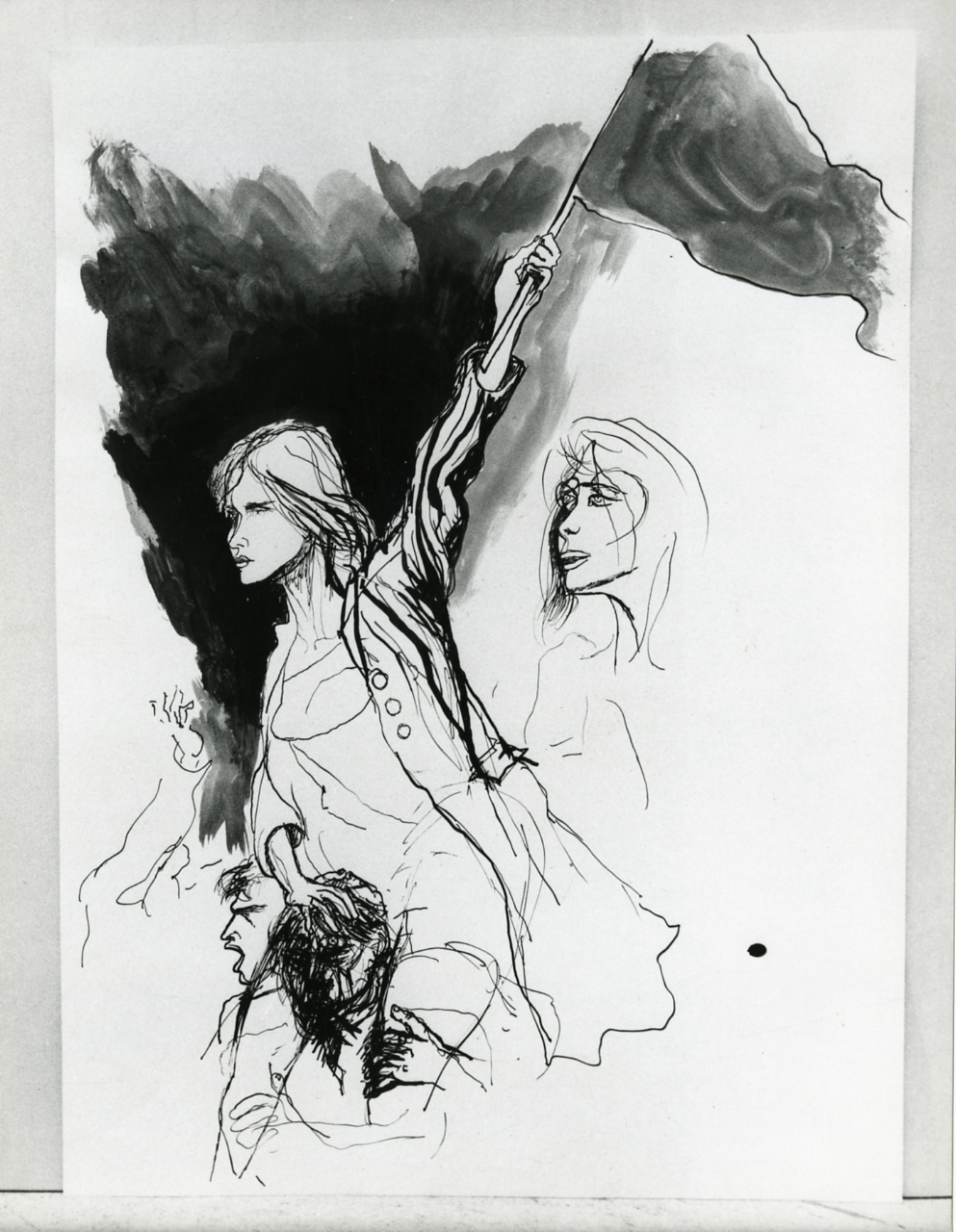
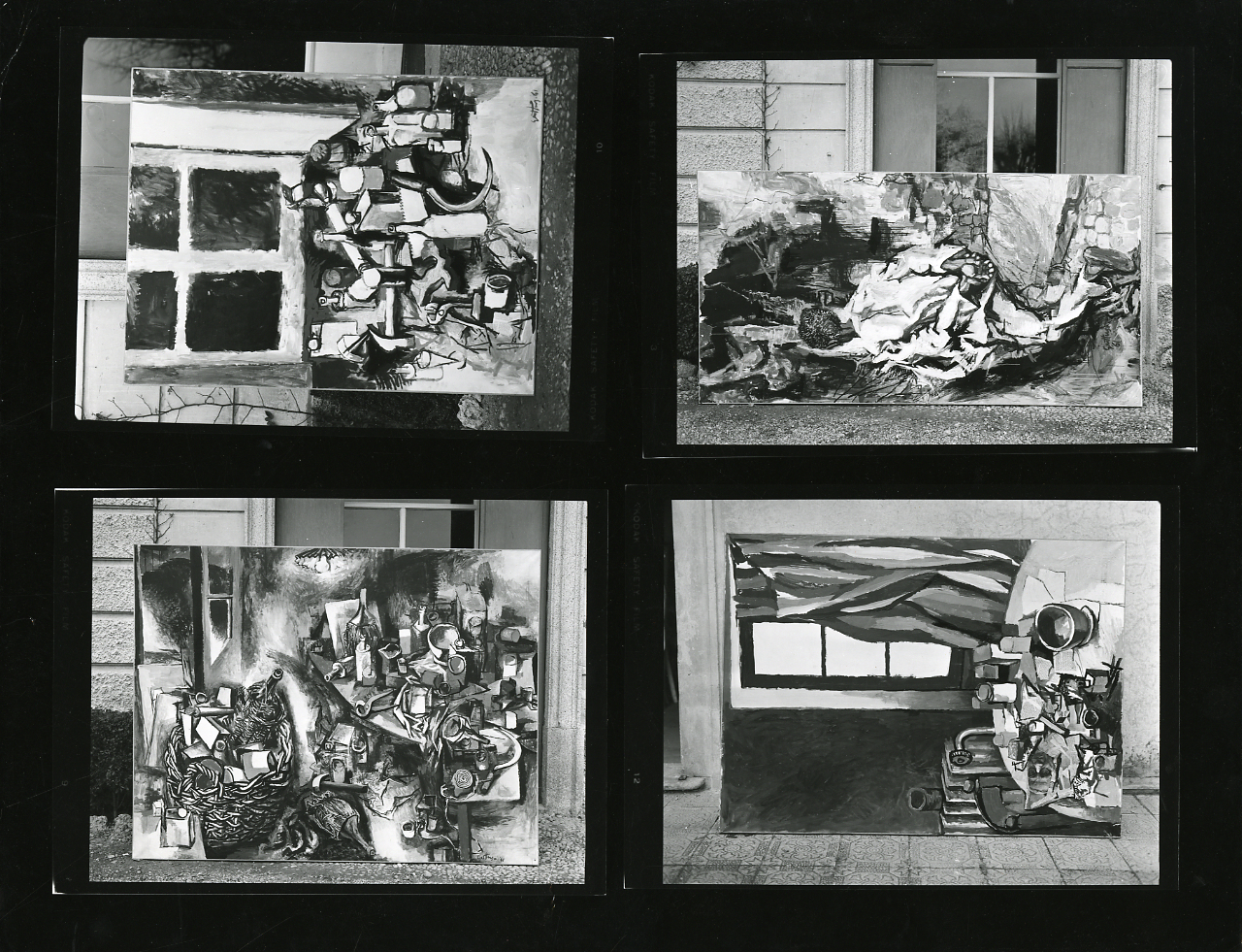
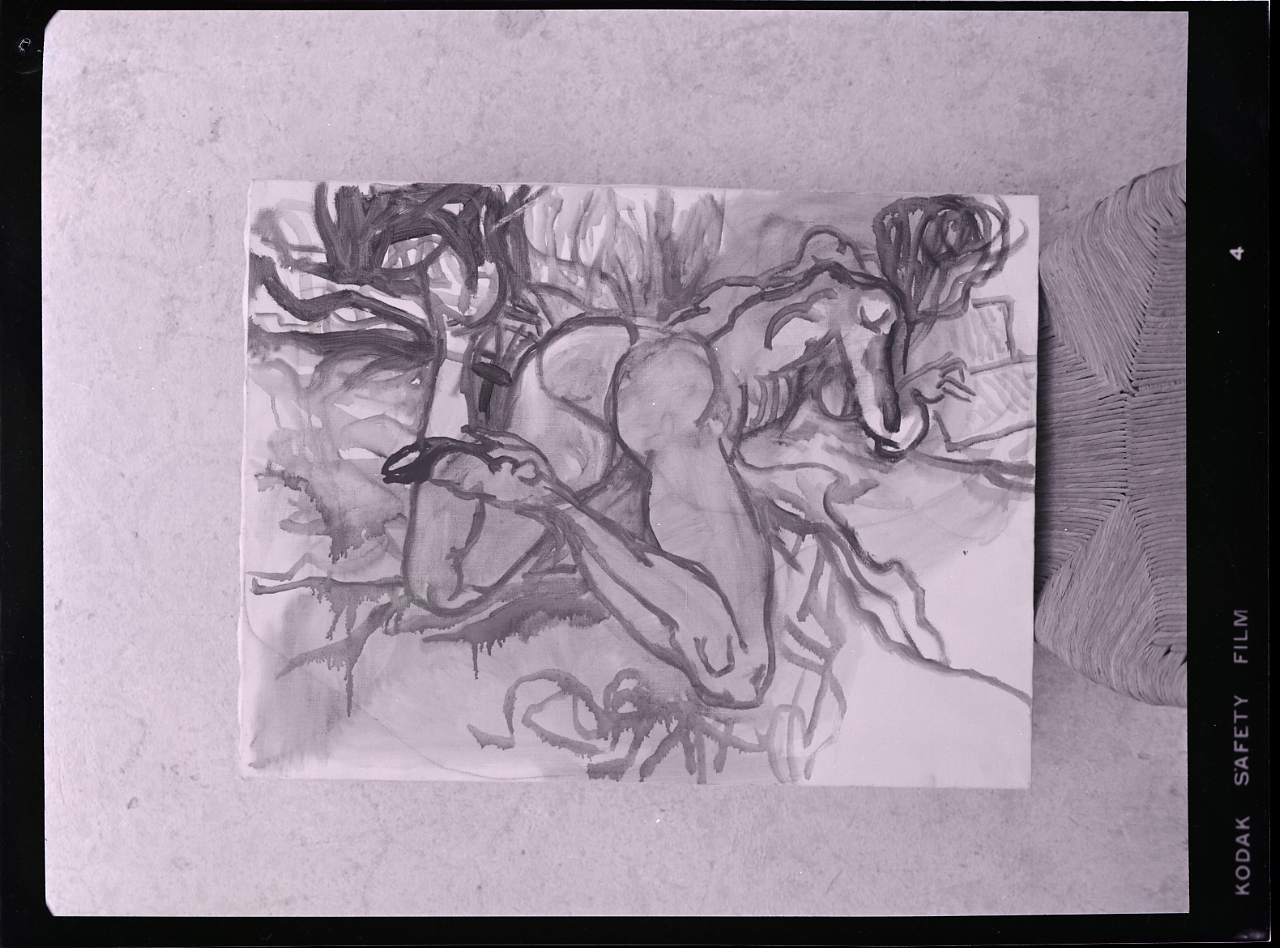
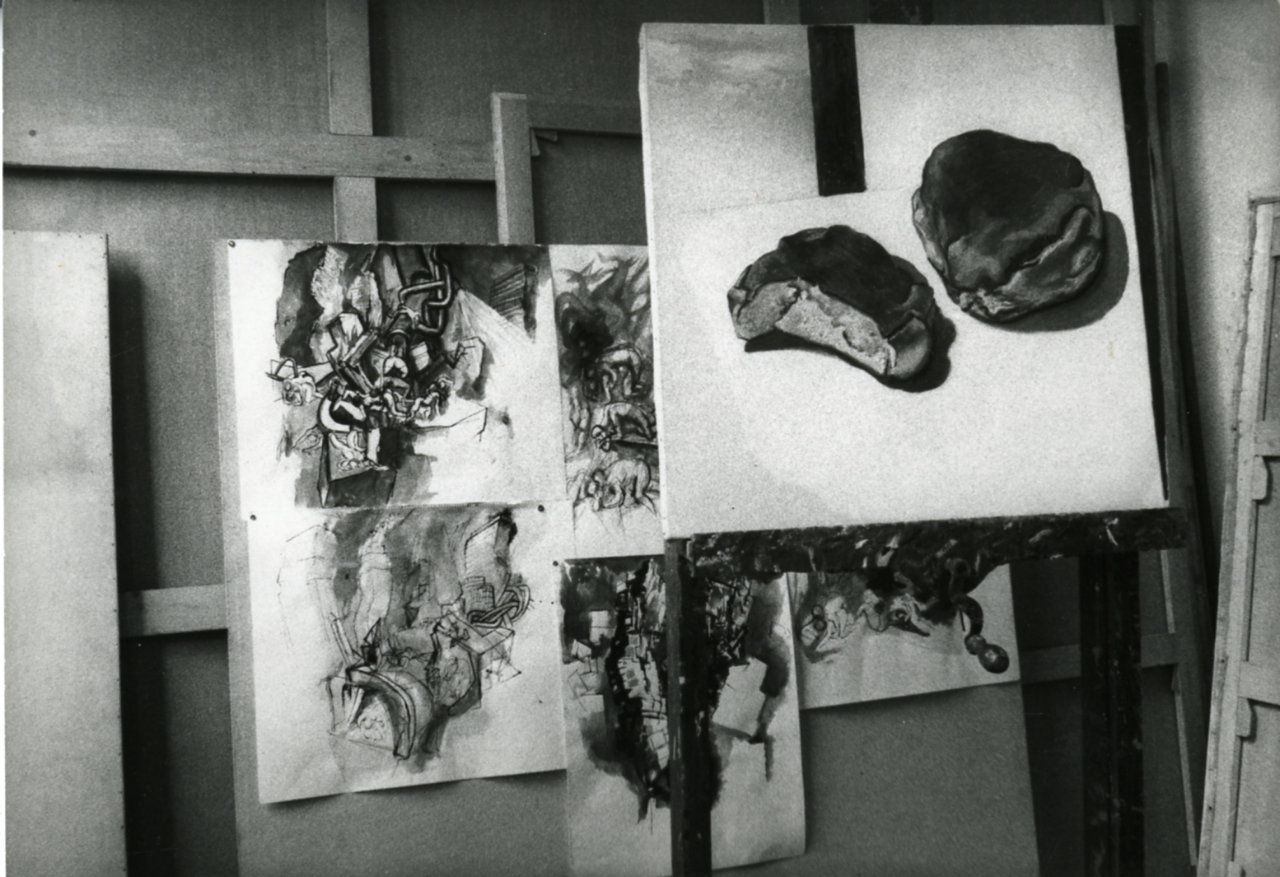
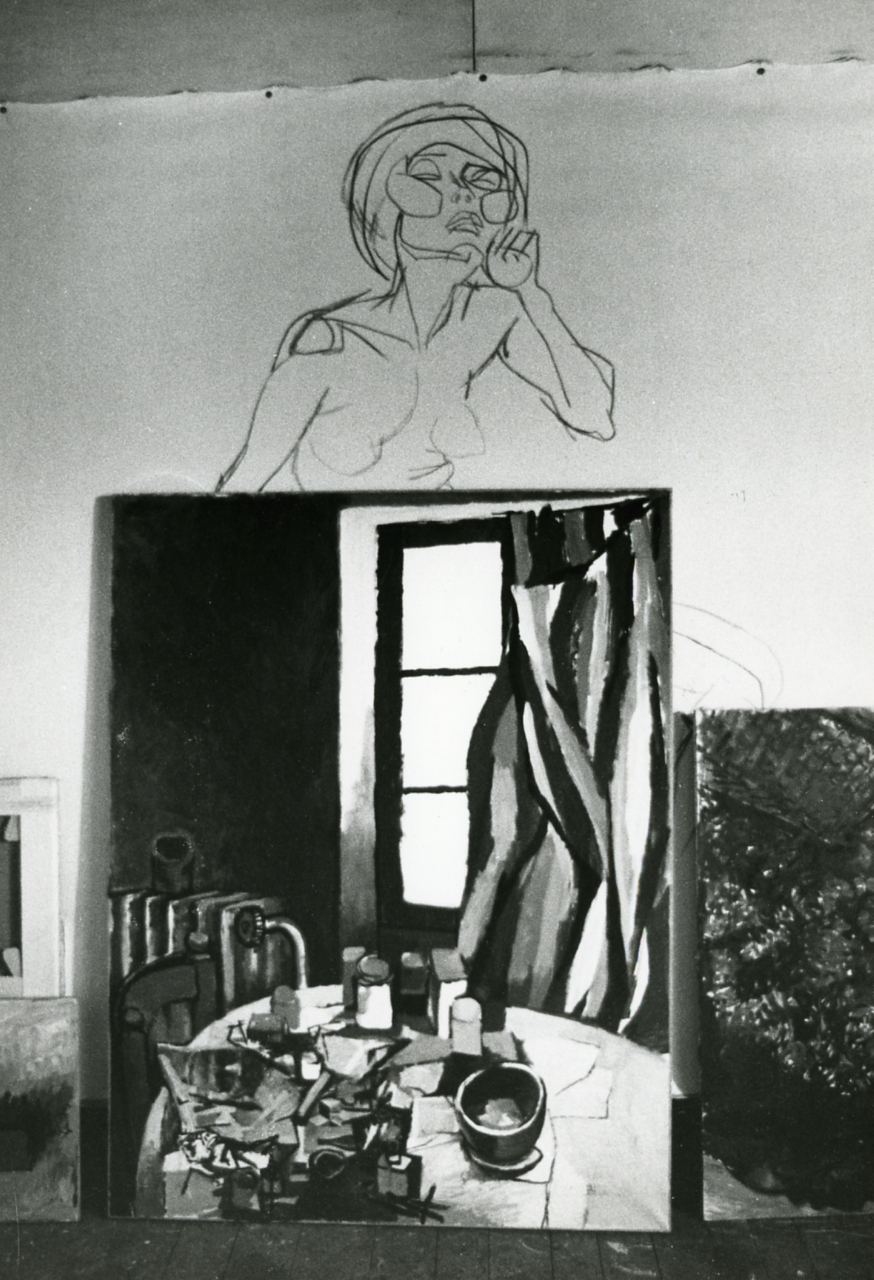
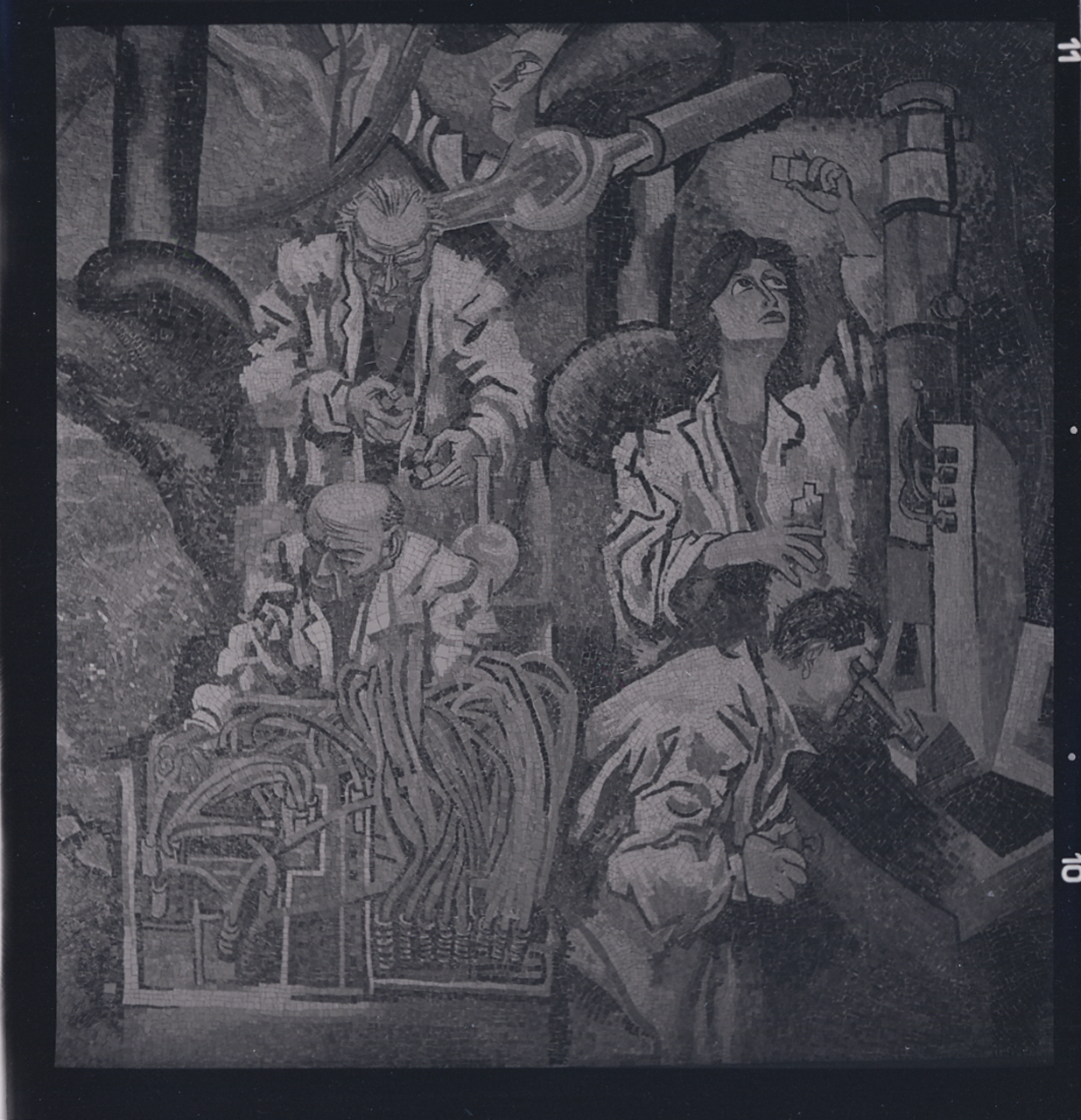
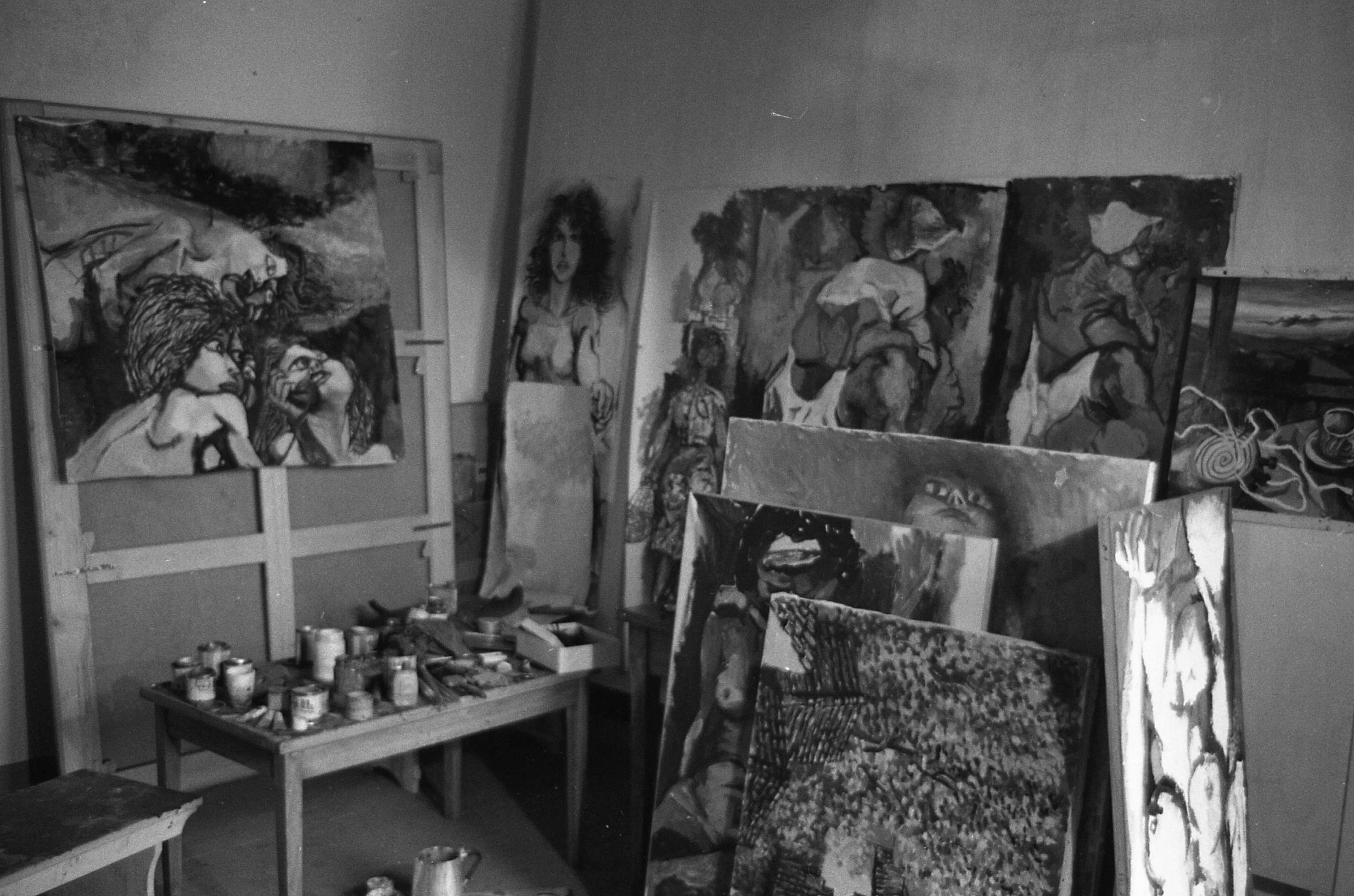
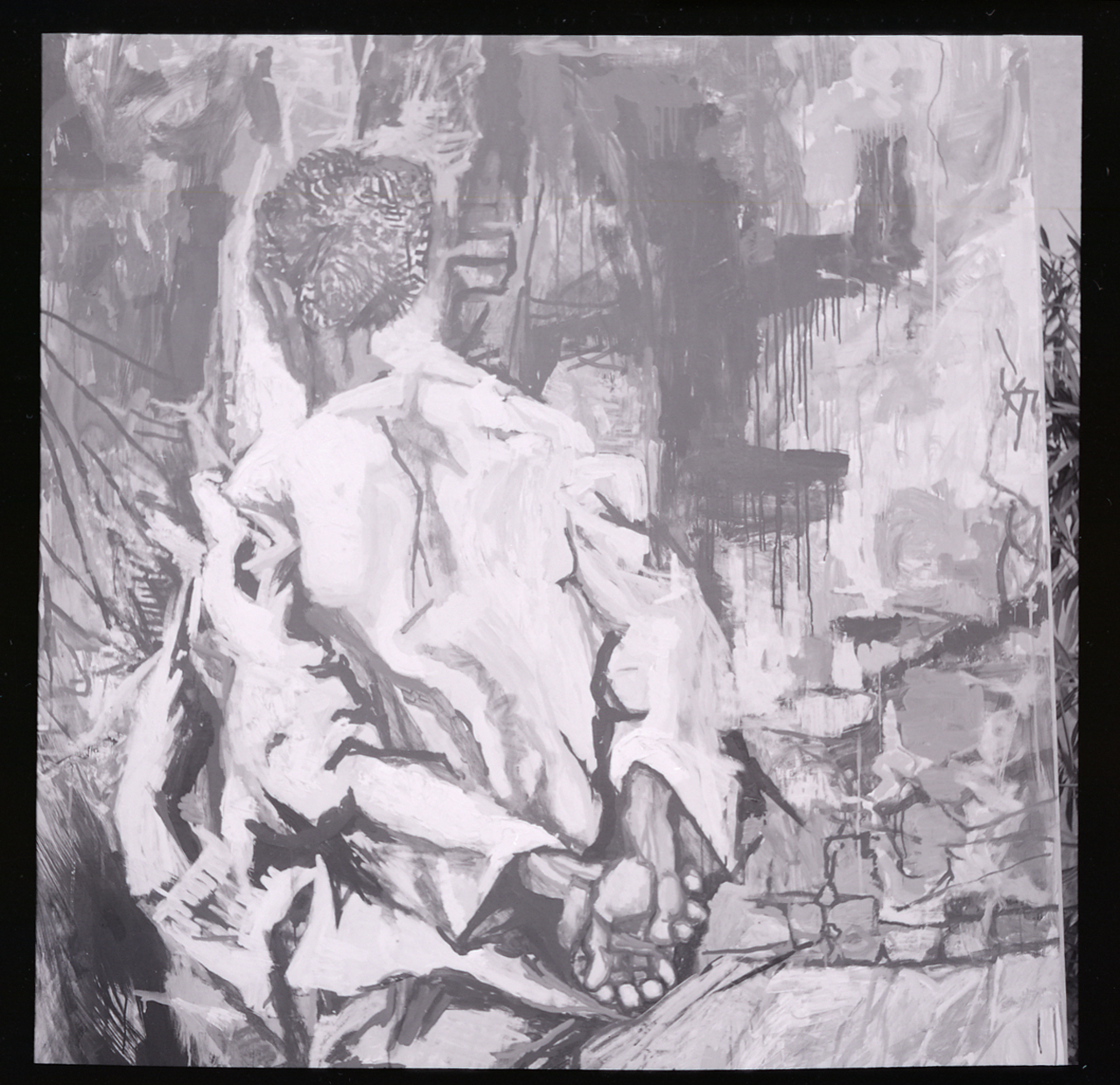
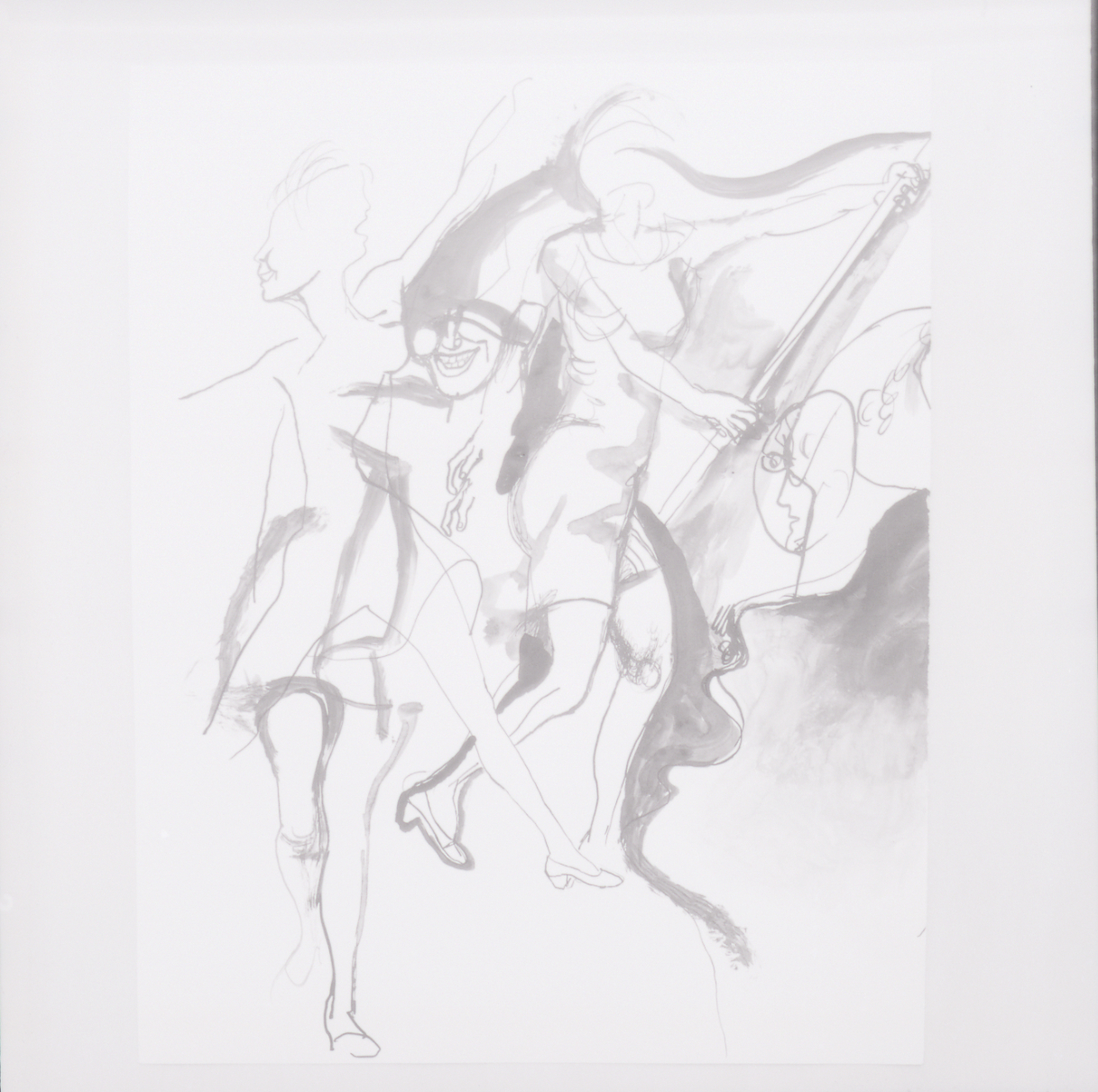